# Бобо, Роджер
Роджер Бобо (англ. Roger Bobo; 8 июня 1938, Лос-Анджелес, Калифорния — 12 февраля 2023, Оахака-де-Хуарес) ― американский тубист.

## Биография
Учился в 1956―1961 в Истменской школе музыки у Дональда Кнауба и Эмори Ремингтона, затем — у Уильяма Белла и Роберта Марстеллера. Играл на тубе в Рочестерском филармоническом оркестре (1956―1962), оркестре Концертгебау (1962―1964), Лос-Анджелесском филармоническом оркестре (1964―1989), в 1965—1975 также был членом Лос-Анджелесского брасс-квинтета. С 1990 года преподавал в Лозаннской консерватории и других учебных заведениях. После 2001 года отошёл от активной исполнительской деятельности, но продолжал давать мастер-классы.
Бобо ― один из наиболее известных исполнителей на тубе. В 1961 он впервые в истории дал сольный концерт на этом инструменте в Карнеги-холле. В честь этого события американский писатель Джон Апдайк написал стихотворение «Recital», посвящённое Роджеру Бобо. Ему посвящено более 100 сочинений современных композиторов, в том числе концерты Уильяма Крафта и Александра Арутюняна. Одним из коронных произведений его репертуара является концерт Ральфа Воана-Уильямса, который он исполнял со многими оркестрами по всему миру. Бобо записал несколько дисков.
Умер 12 февраля 2023 года.

## Дискография
- Roger Bobo Plays Tuba
- Prunes
- Botuba
- Bobissimo (1969)
- Tuba Nova (1981)
- Tuba Libera (1994)
- Gravity Is Light Today (1997)
- Rainbo-bo: The Man With The Golden Tuba (2007)